# 第16回JSLカップ
第16回JSLカップ（だい16かいJSLカップ）は、1991年8月18日から9月1日まで行われた日本サッカーリーグ主催の大会である。大会はJSL1部、2部に所属する全28チーム参加によるトーナメント方式で争われた。決勝戦は名古屋市瑞穂公園球技場で行われ、優勝は読売サッカークラブであった。

## 出場クラブ

### JSL1部
- 読売サッカークラブ
- 日産自動車サッカー部
- 本田技研工業サッカー部
- 東芝サッカー部
- トヨタ自動車サッカー部
- 松下電器産業サッカー部
- 全日空サッカークラブ
- ヤマハ発動機サッカー部
- 東日本JR古河サッカークラブ
- 三菱自動車工業サッカー部
- 日立製作所サッカー部
- マツダサッカークラブ

### JSL2部
- ヤンマーディーゼルサッカー部
- NKKサッカー部
- フジタサッカークラブ
- 住友金属工業蹴球団
- 富士通サッカー部
- NTT関東サッカー部
- 川崎製鉄サッカー部
- 読売サッカークラブ・ジュニオール
- 田辺製薬サッカー部
- 大塚製薬サッカー部
- コスモ石油サッカー部
- 甲府サッカークラブ
- 京都紫光サッカークラブ
- 東邦チタニウムサッカー部
- 東京ガスサッカー部
- 中央防犯サッカー部

## 試合

### 1回戦
- 田辺製薬 2-1 コスモ石油
- 東芝 2-0 大塚製薬
- 日立製作所 8-0 東邦チタニウム
- NKK 1-0 京都紫光
- 松下電器 1-0 東京ガス
- トヨタ自動車 3-0 読売ジュニオール
- 読売クラブ 6-1 中央防犯
- 三菱自動車 2-4 住友金属
- ヤマハ発動機 1-3 富士通
- マツダ 3-2 NTT関東
- ヤンマー 1-4 甲府クラブ
- フジタ 2-0 川崎製鉄

### 2回戦
- 本田技研 7-1 田辺製薬
- 東芝 1-1（PK4-5）日立製作所
- NKK 1-2 松下電器
- トヨタ自動車 3-3（PK4-5）日産自動車
- 全日空 1-3 読売クラブ
- 住友金属 0-3 富士通
- マツダ 3-1 甲府クラブ
- フジタ 1-0 東日本JR古河

### 準々決勝
- 本田技研 2-2（PK6-5）日立製作所
- 松下電器 0-1 日産自動車
- 読売クラブ 4-1 富士通
- マツダ 1-1（PK4-2）フジタ

### 準決勝
- 本田技研 0-0（PK4-2）日産自動車
- 読売クラブ 1-0 マツダ

### 決勝
| 1991年9月1日 14:00 |

| 本田技研                                    | 3 - 4 | 読売クラブ                                              |
| 黒崎久志 54分 長谷川祥之 65分 黒崎久志 82分 |       | 武田修宏 41分 トニーニョ 68分 三浦知良 80分 北澤豪 89分 |

| 名古屋市瑞穂公園球技場 |